# أوبي (لباس)
الأوبي (باليابانية: 帯) هو وشاح أو حزام تقليدي في اليابان يرتدى أثناء ارتداء الكيمونو أو عند التدرب على فنون القتال اليابانية. يختلف عرض الأوبي حسب الاستخدام حيث يتراوح عرضه بين عدة سنتميترات عند لاعبي الجودو إلى أكثر من 30 سنتيمتر عند ارتداء الكيمونو النسائي، كما أن طوله أيضا قد يصل إلى 4 أمتار.

## معرض صور

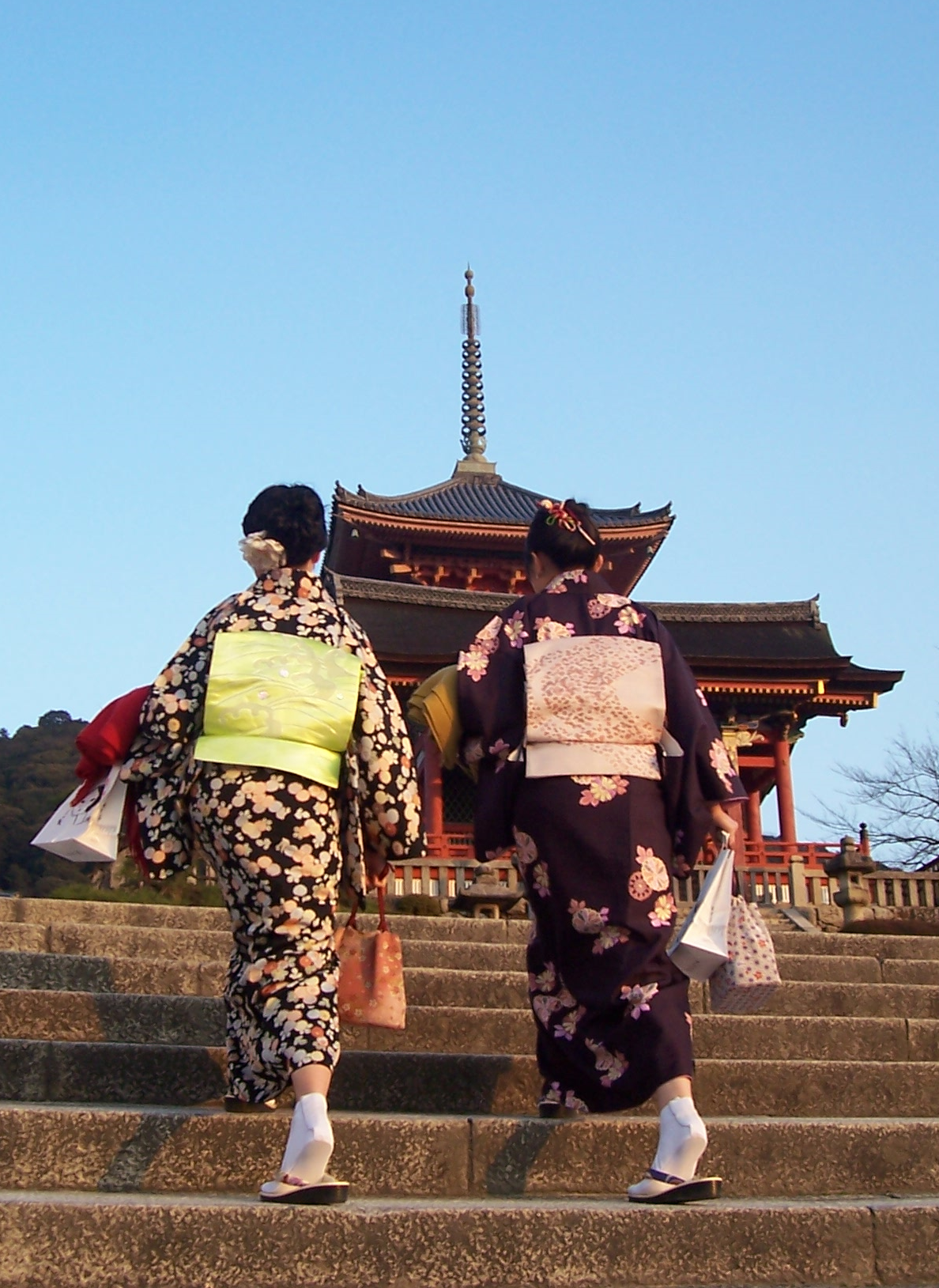
فتاتان ترتديان الكيمونو ويظهر الأوبي في منتصف الظهر.
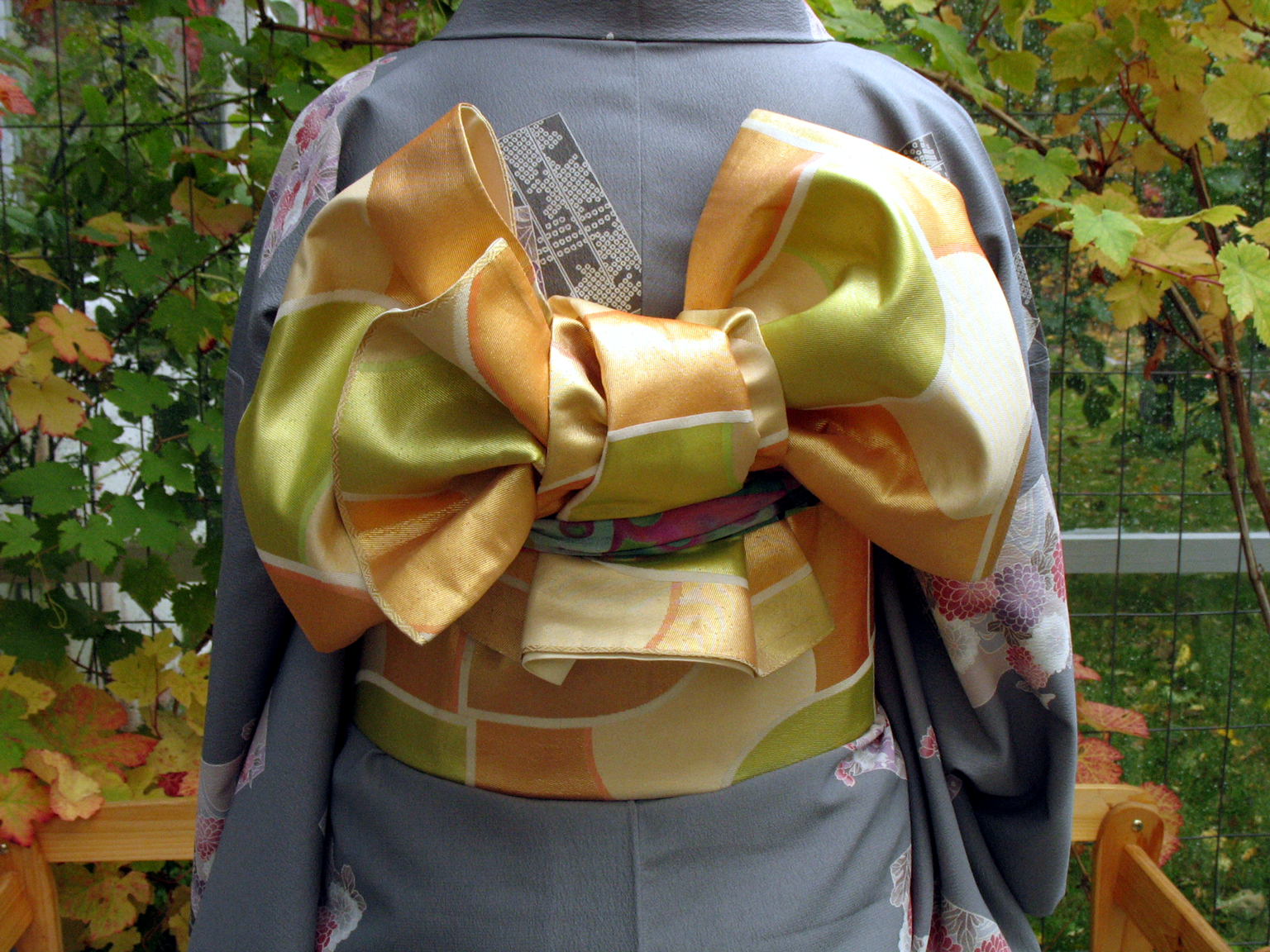
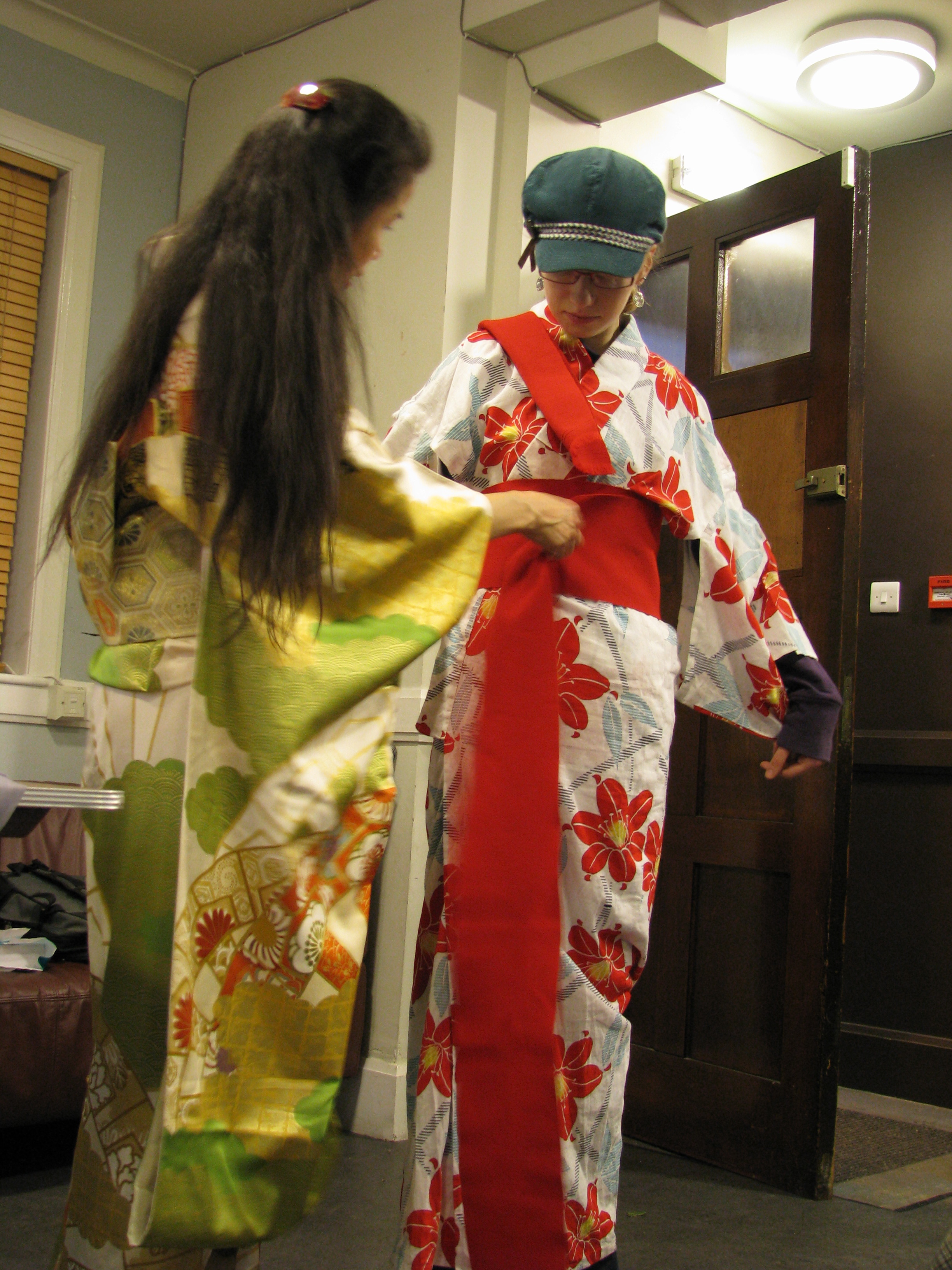
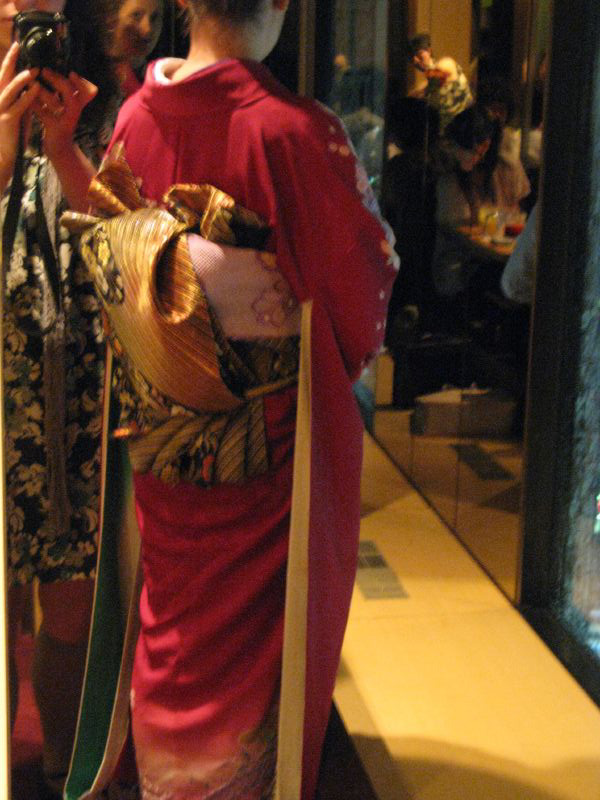